# Абжинов, Андрей Михайлович
Андре́й Миха́йлович Абжинов (род. 21 октября 1959, Рига) — советский и латвийский футболист, защитник.

## Биография
Воспитанник рижской команды «Трудовые Резервы». Дебютировал в соревнованиях мастеров в 1978 году в составе рижской «Даугавы» во второй лиге. Следующие два сезона провёл в армейском клубе «Искра» (Смоленск), в 1979 году стал победителем зонального турнира второй лиги и на следующий год играл вместе с командой в первой лиге.
В 1981 году присоединился к дебютанту высшей лиги симферопольской «Таврии». Свой первый матч в чемпионате страны сыграл 25 марта 1981 года против московского «Спартака». Всего за сезон сыграл 28 матчей и не смог помочь клубу удержаться в высшей лиге. В следующих двух сезонах продолжал выступать за «Таврию» в первой лиге, в 1984 году тоже был в заявке, но не играл.
В 1983 году 23-летний футболист сыграл один матч за молодёжную сборную СССР.
Во второй половине 1980-х годов играл за команду ГСВГ и восточногерманский клуб «Шталь» (Мерзебург). В последнем сезоне первенства СССР выступал во второй низшей лиге за «Прогресс» (Черняховск).
После распада СССР вернулся на родину. В 1992 году с клубом «Даугава-Компар» стал финалистом Кубка Латвии. Затем играл за клубы «Олимпия» (Рига) и «Балтика» (Лиепая). В составе «Олимпии» — серебряный призёр чемпионата страны 1993 года, обладатель Кубка Латвии 1994 года. Всего в высшей лиге Латвии сыграл 77 матчей и забил один гол.
В конце 2000-х годов был играющим тренером любительской команды «Динамо»/«Совьет Юнион» из Дублина.